# Karbamoylfosfatsyntas

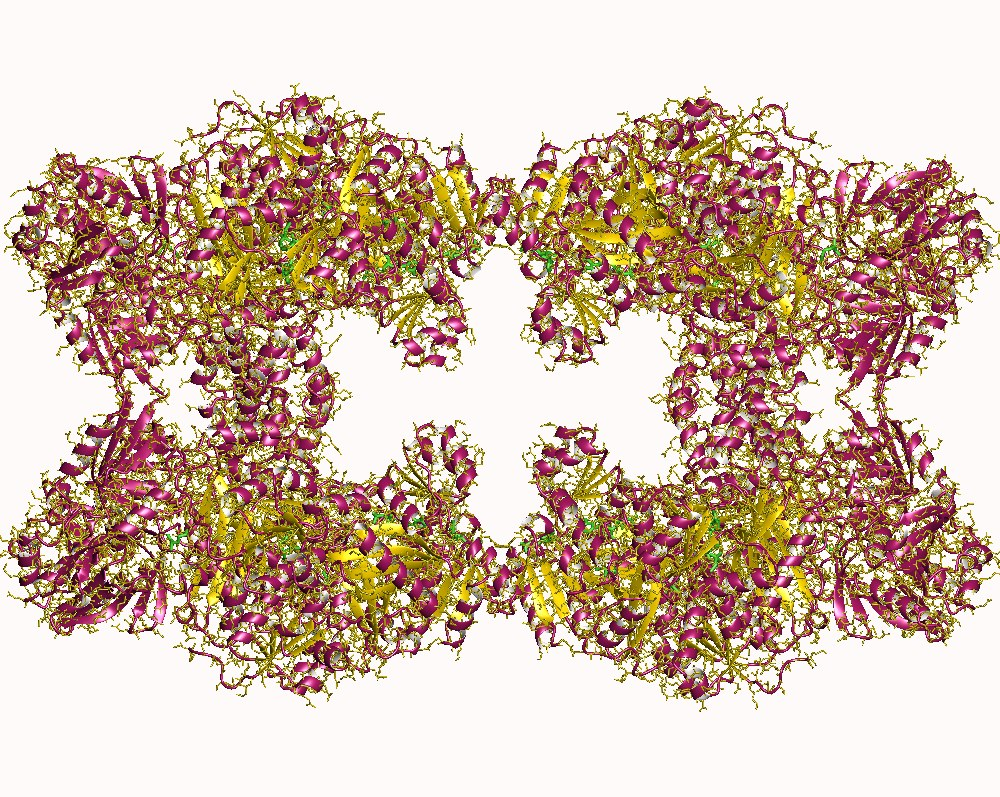
carbamoyl phosphate synthetase heterooktamer, E.Coli.

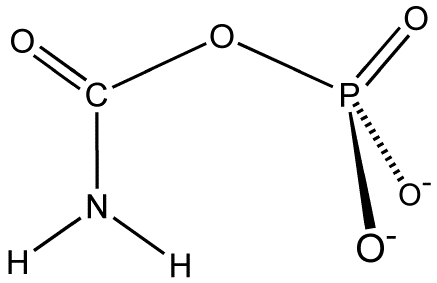
Karbamylfosfat.

Karbamoylfosfatsyntas är ett enzym som katalyserar bildandet av karbamoylfosfat från glutamin eller frånt ATP, koldioxid och ammoniak. Enzymet deltar i argininbiosyntesen och ureacykeln.
Det finns tre olika isoenyzymer, varav två återfinns hos människa:
- Karbamoylfosfatsyntas I - mitokondriellt enzym som deltar i ureacykeln.
- Karbamoylfosfatsyntas II - cytosoliskt enzym som deltar i metabolismen av pyrimidiner, där det har reglerande funktion.